# Gmina Norrköping
Gmina Norrköping (szw. Norrköpings kommun) – gmina w Szwecji, w regionie Östergötland, z siedzibą w Norrköping.
Pod względem zaludnienia Norrköping jest 8. gminą w Szwecji. Zamieszkuje ją 124 410 osób, z czego 50,68% to kobiety (63 053) i 49,32% to mężczyźni (61 357). W gminie zameldowanych jest 5936 cudzoziemców. Na każdy kilometr kwadratowy przypada 83,5 mieszkańca. Pod względem wielkości gmina zajmuje 63. miejsce.